# TruTV
TruTV (stilizat ca truTV) este un canal de televiziune prin cablu de bază american deținut de Warner Bros. Discovery. Canalul difuzează în principal redifuzări de comedie, docusoaps și reality show-uri, cu o concentrare puternică recentă pe sporturi în direct. Canalul a fost lansat inițial pe 14 decembrie 1990 ca Court TV, un canal care s-a concentrat pe programe de crimă precum emisiuni documentar de true crime, drame legale și acoperire de cazuri criminale proeminente. Canalul a fost inițial un parteneriat între Time Warner, Cablevision, American Lawyer Media, Liberty Media și GE, cu Liberty alăturându-se parteneriatului la un an după lansare în 1991.
Până în 2005, Liberty Media și Time Warner au cumpărat acțiunile ALM, Cablevision și GE în Court TV. Time Warner ulterior a cumpărat acțiunile lui Liberty în 2006 pentru $735 de milioane, și a adus canalul sub Turner Broadcasting System. În 2008, canalul s-a relansat ca TruTV, schimbându-și concentrarea spre docusoap-uri și programe "prinse cu camera", care au fost promovate ca televiziune de "actualitate". Canalul a continuat să prezinte acoperire de legale în timpul orelor de zi sub titlul In Session, dar aceasta a fost scoasă treptat până în septembrie 2013. Numele Court TV a fost cumpărat mai târziu de Katz Broadcasting (acum Scripps Networks), care din 2017 a fost parte a E. W. Scripps Company.
În 2011, canalul a început să adauge difuzări ocazionale de sporturi de la Turner Sports (redenumit TNT Sports în 2023), în principal turneul de baschet masculin NCAA. În octombrie 2014, TruTV și-a pivotat formatul spre emisiuni reality de comedie, precum Impractical Jokers. În martie 2024, TruTV a început să își mărească concentrarea pe programe sportive, introducând un bloc de programe de nopți de săptămână, și, de asemenea, fiind încorporat în drepturi noi și viitoare ale TNT Sports prrecum MotoGP and NASCAR. La data de January 2016 TruTV a fost disponibil la aproximativ 91 de milioane de gospodării (78,1%) în Statele Unite. Din iunie 2023, acest număr a scăzut la 68,3 milioane de gospodării.